# ببرا (زوندرزهاوزن)
ببرا (به آلمانی: Bebra) یک منطقهٔ مسکونی در آلمان است که در زوندرزهاوزن واقع شده‌است.